# Zeneca

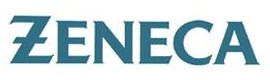

Zeneca var ett brittiskt läkemedelsföretag som grundades 1993 efter att ha brutits ut ur den brittiska kemikoncernen Imperial Chemical Industries (ICI). Zeneca fusionerade 1999 med det svenska läkemedelsföretaget Astra och bildade Astra Zeneca.